# 慧成
慧成（1803年—1864年），字裕亭、裕庭，號秋穀，戴佳氏，满洲镶黄旗人，清朝官员，进士出身。

## 生平
道光五年（1825年）乙酉科举人，十六年（1836年）丙申恩科進士，改翰林院庶吉士；十九年，翰林院侍读学士，山西鄉試正考官。二十年（1840年），詹事府詹事，福建鄉試正考官，署理藩院左侍郎；二十一年，殿試讀卷官，兵部右侍郎；二十二年（1842年），属東河總督，革任；二十八年，授二等侍衛；三十年（1850年）任科布多參贊大臣（继任頭等侍衛瑞元）。咸丰二年（1852年），再任東河總督，署四川总督（时成都将军裕瑞 (佟佳氏)），三年（1853年）調兵部右侍郎、闽浙总督，馳往江南，會同漕運總督楊殿邦辦理防剿；率兵赴江南淮、扬一带防太平军，与钦差大臣琦善建立江北大營，督兵攻江南扬州府（载《清實錄咸豐朝實錄》）。在瓜洲（今江苏扬州）为太平军所败，革职带罪自效。同治三年，病故。
著有《科布多巡边日记》。

## 家庭
- 祖父富森布，乾隆二十一年（1756年）丙子科举人，詹事府少詹事。祖母王氏。
- 父嵩齡，乾隆五十一年（1786年）丙午科举人，四川按察使。妻棟鄂氏（正黄旗满洲、两江总督、礼部尚书铁保之女）、覺羅氏（父正藍旗滿洲、乾隆四十年（1775年）乙未科进士覺羅長麟）、何氏（慧成生母）。胞兄嵩瞻，妻愛新覺羅氏（父正藍旗宗室敦福，祖父三等侍衛隆靄，曾祖多羅僖敏貝勒海善）。
- 胞姊戴佳氏，嫁正紅旗滿洲伊爾根覺羅氏文都（其父雲南騰越鎮總兵世泰，祖父乾隆四年（1739年）己未科繙譯進士文敬公三寶；姑母一伊爾根覺羅氏嫁镶蓝旗鄭恭親王積哈納，姑母二伊爾根覺羅氏嫁禮親王昭槤；胞兄一伍堯氏來秀（原名伊爾根覺羅氏文錦），其养父內務府正黃旗蒙古、嘉慶十六年（1811年）辛未科進士伍堯氏桂馨，养母索綽絡氏（父內務府正白旗滿洲、乾隆五十八年（1793年）癸丑科進士英和），养祖父道光十六年（1836年）丙申恩科進士法式善；胞兄二伊爾根覺羅氏文璲，娶伍堯氏（父嘉慶十六年（1811年）辛未科進士桂馨））。
- 妻瓜爾佳氏（父鑲白旗滿洲額森保，祖父西安將軍興奎；姑母瓜爾佳氏，嫁道光五年乙酉科举人、正藍旗宗室寬綿，其祖父乾隆十三年（1748年）戊辰科進士宗室平太）。
- 子晋康，道光三十年（1850年）庚戌科进士[4]。
- 女戴佳氏，嫁正蓝旗奉国将军載疇（父宗室奕順，祖父宗室綿仲，曾祖不入八分輔國公永琨，高祖和恭親王弘晝、雍正帝第五子）[5]。